# Álbia (gente)
A gente Albia foi uma família plebeia de menor importância em Roma. Durante a parte final da República, eles alcançaram o status de senadores, mas o único membro desta gens que ocupou o consulado foi Lucius Albius Pullaienus Pollio, no ano 90 d.C. Outros Albii são conhecidos de várias regiões da Itália.

## Origem
O nomen Albius tem origem no sobrenome latino comum Albus, que significa "branco". Chase classifica este nome entre aqueles gentilícios que se originaram em Roma ou cuja origem não pode ser comprovada em outro lugar.  Os Albii Oppianici mencionados por Cícero em sua oração, Pro Cluentio, carregavam o praenomen incomum Statius, que era escasso em Roma, exceto entre escravos ou libertos. Era um nome osco que parece ter sido bastante comum no centro e sul da Itália. Isso pode indicar que pelo menos parte da família tinha raízes sabinas ou samnitas, e de fato, os Albii Oppianici eram residentes de Larinum em Samnium, embora o sobrenome Oppianicus sugira uma conexão com a Colina Opiânica em Roma.

## Praenomina
Os poucos Albii conhecidos a partir de fontes históricas geralmente possuem praenomina comuns, como Publius, Lucius ou Gaius. O uso de Statius por uma família aparentemente romana ou romanizada dos Albii era incomum; embora o nome estivesse geralmente associado às classes servil em Roma, seu uso entre a população em Samnium provavelmente seria compreendido.

## Ramos e cognomina
O senador Publius Albius, conhecido por um decreto do Senado Romano datado de 129 a.C., não possuía sobrenome; durante a República, muitas famílias plebeias não tinham cognomina hereditários. O sobrenome Oppianicus, conhecido da família de Larinum, indica que essa família pode ter vivido anteriormente em Roma, presumivelmente adquirindo o cognome devido a alguma associação com a Colina Opiânica; no entanto, o uso do praenome Statius sugere que eram nativos de Samnium. O sobrenome Pollio, utilizado pelo cônsul de 90 d.C., era um sobrenome comum de origem latina, que originalmente indicava um polidor.
O nomen Carrinas foi por muito tempo considerado um sobrenome da gens Albia, devido à sua forma incomum. Essa conexão foi proposta por Sigebert Havercamp, em seu Thesaurus Morelliantes. No entanto, Carrinas não aparece junto com Albius em nenhuma inscrição conhecida. Portanto, parece ser um gentilicium separado de origem osca ou úmbria; Chase observa que os nomina úmbrios frequentemente terminam em -as.

## Membros
- Publius Albius, pai do senador Publius Albius.[8]
- Publius Albius P. f., um senador em 129 a.C. Ele pode ser a mesma pessoa que o questor de 120.[8]
- Publius Albius, questor em 120 a.C., servindo sob o pretor Quintus Mucius Scaevola na Ásia.[9]
- Statius Albius Oppianicus, um notório envenenador, e o vilão do discurso de Cícero Pro Cluentio, em defesa do enteado de Oppianicus, Aulus Cluentius Habitus, que havia sido acusado de envenenar Oppianicus.[10]
- Gaius Albius Oppianicus, irmão de Statius, que segundo Cícero envenenou Gaius e sua esposa, Auria.[10]
- Statius Albius St. f. Oppianicus, acusou seu meio-irmão, Aulus Cluentius, de envenenar seu pai.[10]
- Albia Terentia, mãe de Otho, imperador em 69 d.C.
- Lucius Albius Pullaienus Pollio, cônsul suffectus em setembro e outubro de 90 d.C., e procônsul da Ásia de 104 a 105.[11][12]